# Tamara Rylova
Tamara Nikolaevna Rylova (in russo Тамара Николаевна Рылова?; Vologda, 1º ottobre 1931 – San Pietroburgo, 1º febbraio 2021) è stata una pattinatrice di velocità su ghiaccio sovietica.

## Palmarès

### Olimpiadi invernali
- Bronzo a Squaw Valley 1960 nei 1000 metri.

### Mondiali - Completi
- Oro a Sverdlovsk 1959.
- Argento a Kuopio 1955.
- Argento a Imatra 1957.
- Argento a Kristinehamn 1958.
- Argento a Östersund 1960.
- Bronzo a Kvarnsveden 1956.
- Bronzo a Kvarnsveden 1964.